# Pierre Chessex
Pour les articles homonymes, voir Pierre Chessex (historien de l'art) et Chessex.
 (août 2024).
Pierre Chessex, né le 1er juillet 1908 et mort le 18 avril 1956, est un écrivain et linguiste suisse.

## Biographie
Originaire de Montreux, son père Albert Chessex était instituteur. Licencié ès lettre de l'Université de Lausanne, il devient professeur de français et de latin au collège de Payerne, avant d'en devenir le directeur de 1937 à 1943. En 1943, il devient directeur du collège scientifique cantonal jusqu'en 1956.
Historien passionné d'étymologie, Pierre Chessex est l'auteur des Contes, légendes et récits du pays broyard (1940), d'un roman historique Divico (1942), d'un traité d'analyse logique, des monographies sur Avenches, Payerne, Pully et Rommainmôtier ; ainsi que de plusieurs études sur la toponymie de plusieurs communes vaudoises, des chroniques parues dans la Feuille d'avis de Lausanne, deux ouvrages parus presque simultanément L'origine et le sens des noms de lieux (1945) et Origine des noms de personne (1946).
Pierre Chessex est également membre fondateur et professeur de l'Université populaire.
Il est le père de l'écrivain Jacques Chessex.
Le 14 avril 1956, il se suicide en se tirant une balle dans la tête et meurt quatre jours plus tard, le 18 avril 1956.

## Sources
- « Pierre Chessex », sur la base de données des personnalités vaudoises sur la plateforme « Patrinum » de la Bibliothèque cantonale et universitaire de Lausanne.
- Jean-Pierre Chuard Préface à L'origine et le sens des noms de lieux 1985 (p. 7-11)
- Jacques Chessex, Le souvenir de Pierre Chessex, préface de la réédition parue en 1983 de Divico
- Sylviane Dupuis, Jacques Chessex, L'écriture ogre, Lausanne, Savoir suisse, 2024, 189 p. (ISBN 978-2-88915-638-2)
- Écrivains suisses d'aujourd'hui, Berne, 1962, p. 197
- Transfuge - Magazine culturel - Littérature étrangère